# Самостан Светог Јурја
У старом барокном подграђу Петроварадинске тврђаве, у Штросмајеровој улици стоји најстарија црква у Петроварадину, црква са Фрањевачким самостаном Светог Јурја. 

## Историја изградње
Након протеривања Турака крајем XVII века, доласком исусовачког реда католичке цркве у војни гарнизон у Петроварадину почињу припреме за поновно ширење хришћанства на овим просторима. Изградња цркве је трајала од 1701. до 1714. године када је 20. маја 1714. извршено њено освећење.
Црква је саграђена по узору на главну цркву исусовачког реда IL IESU која се налази у Риму.
Некадашња млечно-бела фасада цркве оштећена је нарочито у периоду 1941—1961. када је Штросмајеровом улицом пролазила пруга и чађ је непрестано падала и на цркву и на остале фасаде у околини.
У унутрашњости цркве налази се олтар на коме доминира слика Светог Јурја, заштитника витезова и војника.